# Papapapaitai Falls

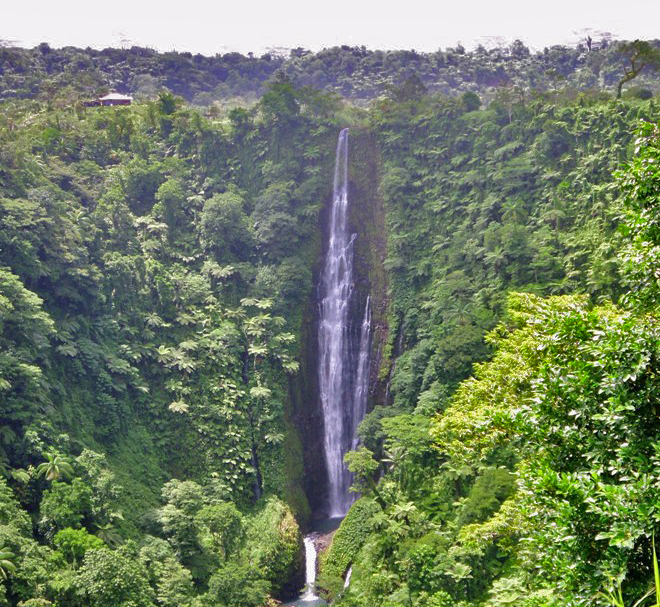
Papapapaitai Falls (2019)

Papapapaitai Falls ist ein Wasserfall auf der Insel Upolu im pazifischen Inselstaat Samoa. Er gilt mit einer Fallhöhe von ca. 100 m als einer der höchsten Wasserfälle Samoas.

## Geographie
Der Wasserfall liegt am vulkanischen zentralen Bergkamm im Gebiet des Bezirks Tuamasaga, südwestlich des Mount Fiamoe. Der Wasserfall ist leicht zugänglich, da die Cross-Island Road in der Nähe vorbeiführt und eine Aussichtsplattform direkt gegenüber dem Wasserfall besteht.